# Stanisław Piętak

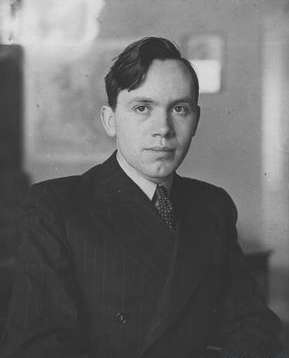
Stanisław Piętak

Stanisław Piętak (n. 3 august 1909, Wielowieś, în apropiere de Tarnobrzeg, Regatul Galiției și Lodomeriei, Austro-Ungaria - d. 27 ianuarie 1964, Varșovia) a fost un poet de origine poloneză.

## Biografie
În 1929-1933 a studiat filologie polonă și sociologia la Universitatea Jagiellonă din Cracovia. În 1938 a obținut Premiul tinerilor decernat de Academia Polonă de Literatură pentru romanul „Młodość Jasia Kunefała”. În anii ocupației, întreținea legături de colaborare cu detașamentele Armatei Naționale și Batalioanele Țărănești. Din 1947 membru de redacție al periodicului Wieś, din 1954 a presei Łódź Literacka (mai târziu: Kronika). La 27 ianuarie 1964, și-a pus capăt zilelor, aruncându-se pe fereastră. În semn de cinstire a memoriei poetului, în 1965, a fost înființat Premiul Stanisław Piętak, care se acordă anual tinerilor scriitori.

## Opera literară

### Poezii
- Alfabet oczu, 1934;
- Legenda dnia i nocy, 1935;
- Obłoki wiosenne, 1938;
- Linia ognia, 1947;
- Dom rodzinny, 1947;
- Imię przyszłości, 1951;
- Bohaterska kronika, 1953;
- Przymierze z nowymi laty, 1955;
- Szczęście i cierpienie, 1958;
- Pośrodku żywiołów, 1960;
- Zaklinania, 1963.

### Proză

#### Romane
- Młodość Jasia Kunefała, 1938;
- Białowiejskie noce, 1939;
- Ucieczka z miejsc ukochanych, 1948;
- Łuna, 1949;
- Bliski kraj, 1956;
- Ciężkie lato, 1956;
- Plama, 1963;
- Odmieniec, 1964.

#### Volume de povestiri
- Front nad Wisłą, 1946;
- Ostatni półkos, 1949;
- Wspólna dolina, 1951;
- W Brzezinach, 1952;
- Po burzy, 1954;
- Obce światy, 1955;
- Upragnione losy, 1959;
- Matnia, 1962;
- Zbrodnia rodzinna, 1981.

### Schițe
- Portrety i zapiski, 1963;
- Notatnik poetycki, 1966.